# Antènor (escultor)
Antènor（en grec antic: Ἀντήνωρ; en llatí: Antenor), fill d'Eufrànor, fou un escultor grec nascut a Atenes.
Va fer les primeres estàtues de bronze d'Harmodi i Aristogitó, que els atenencs van col·locar al Ceràmic l'any 509 aC. Xerxes les va portar a Susa, i al seu lloc n'hi van posar unes altres fetes per Càl·lies o per Praxíteles. Alexandre el Gran, després de la conquesta de Pèrsia, les va retornar a Atenes, on foren restablertes al seu lloc original. Pausànias diu que les va retornar a Atenes un dels Antíocs, i Valeri Màxim un dels Seleucs, però sembla més certa la versió que diu que va ser Alexandre.